# Muwatalli II

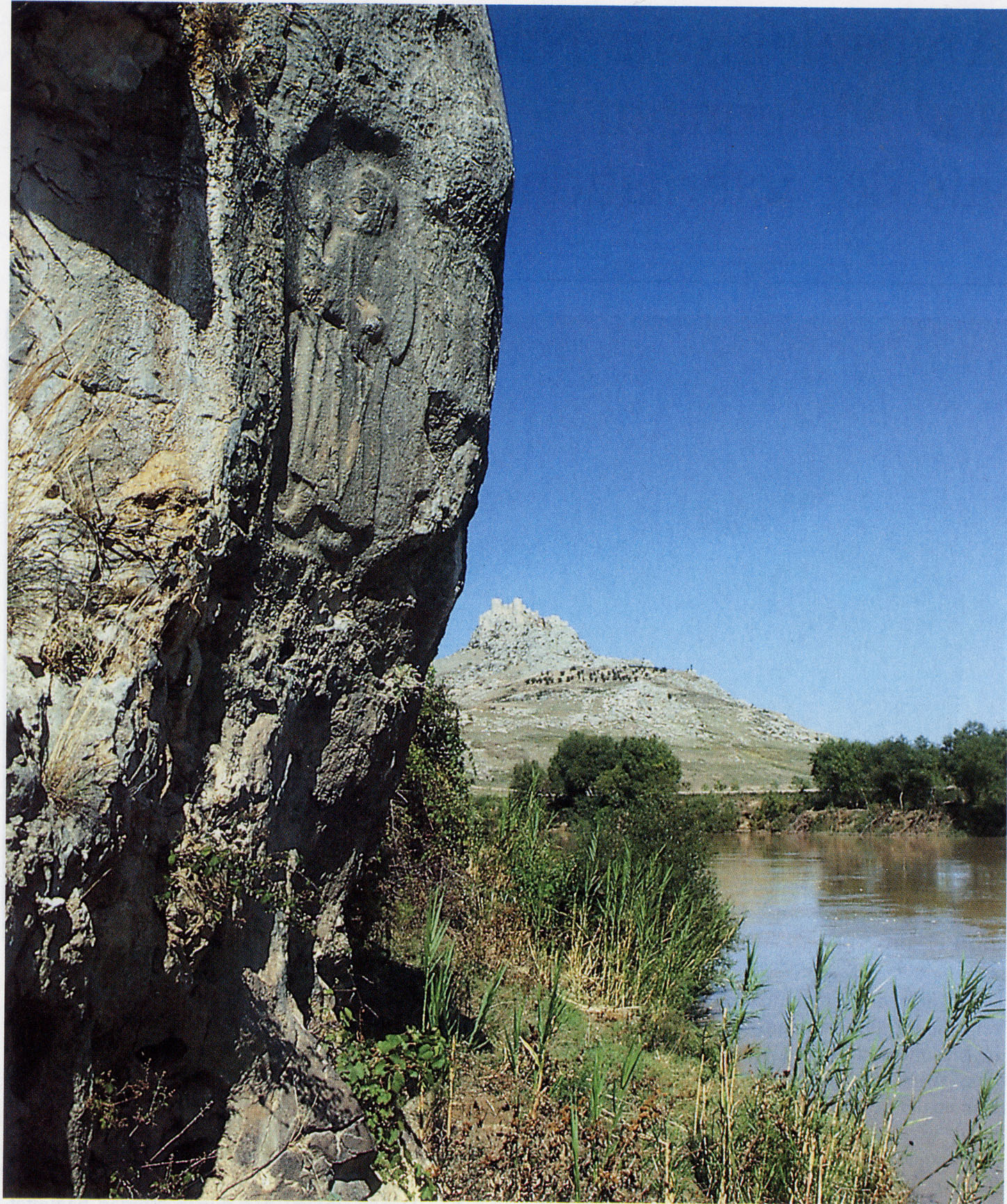
Muwatalli II

Muwatalli var en hettitisk kung som levde ca 1300-1285 f.Kr. Han flyttade temporärt huvudstaden från Hattusa till Dattusa i Kilikien. Muwatalli hejdade Ramses IIs egyptiska expansion i Nordsyrien vid slaget vid Kadesh.